# 科羅利夫卡 (科洛梅亞區)
48°31′16″N 25°6′13″E / 48.52111°N 25.10361°E
科羅利夫卡（烏克蘭語：Королівка），是烏克蘭的村落，位於該國西部伊萬諾-弗蘭科夫斯克州，由科洛梅亞區負責管轄，始建於1453年3月13日，面積4.79平方公里，2001年人口1,026，人口密度每平方公里214.2人。